# Sturnia
Genre
Synonymes
- Agropsar Oates, 1889[2]
- Sturnornis Legge, 1879[2]

Sturnia est un genre de passereaux de la famille des Sturnidés. Il se trouve à l'état naturel dans le Sud de l'Asie,,,.

## Liste des espèces
Selon la classification de référence du Congrès ornithologique international (version 8.1, 2018) :
- Sturnia blythii (Jerdon, 1845) — Étourneau de Malabar
- Sturnia erythropygia Blyth, 1846 — Étourneau à tête blanche, Martin des Andaman
  - Sturnia erythropygia andamanensis (Beavan, 1867)
  - Sturnia erythropygia erythropygia Blyth, 1846
  - Sturnia erythropygia katchalensis Richmond, 1902
- Sturnia malabarica (Gmelin, JF, 1789) — Étourneau à tête grise
  - Sturnia malabarica malabarica (Gmelin, JF, 1789)
  - Sturnia malabarica nemoricola Jerdon, 1862
- Sturnia pagodarum (Gmelin, JF, 1789) — Étourneau des pagodes, Martin brahmanique, Martin des pagodes
- Sturnia sinensis (Gmelin, JF, 1788) — Étourneau mandarin, Martin de Chine, Martin d'orient